# Dystrykt Bolgatanga
Okręg Miejski Bolgatanga jest dystryktem w Regionie Północno-Wschodnim w Ghanie, ze stolicą w Bolgatanga.

## Atrakcje

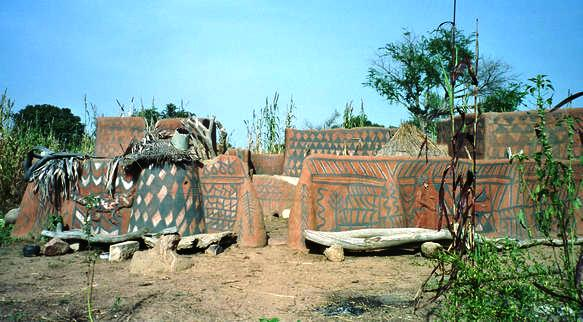
Tradycyjna wioska (Sumbrungu) w pobliżu Bolgatanga

### Malowane domy w Sumbrungu
Jedną z najbardziej wyróżniających cech w Regionie Północno-Wschodnim są tradycyjne wsie, które urozmaicają krajobraz. Główną cechą wsi są chaty z dachami krytymi strzechą, malowane motywami dekoracyjnymi w imponujących kolorach. Piękny przykład tradycyjnych malowideł znaleziony został we wsi Sumbrungu, 8 kilometrów od Bolgatanga na trasie do Paga.

### Wzgórza Tongo iświątyniaTengzug

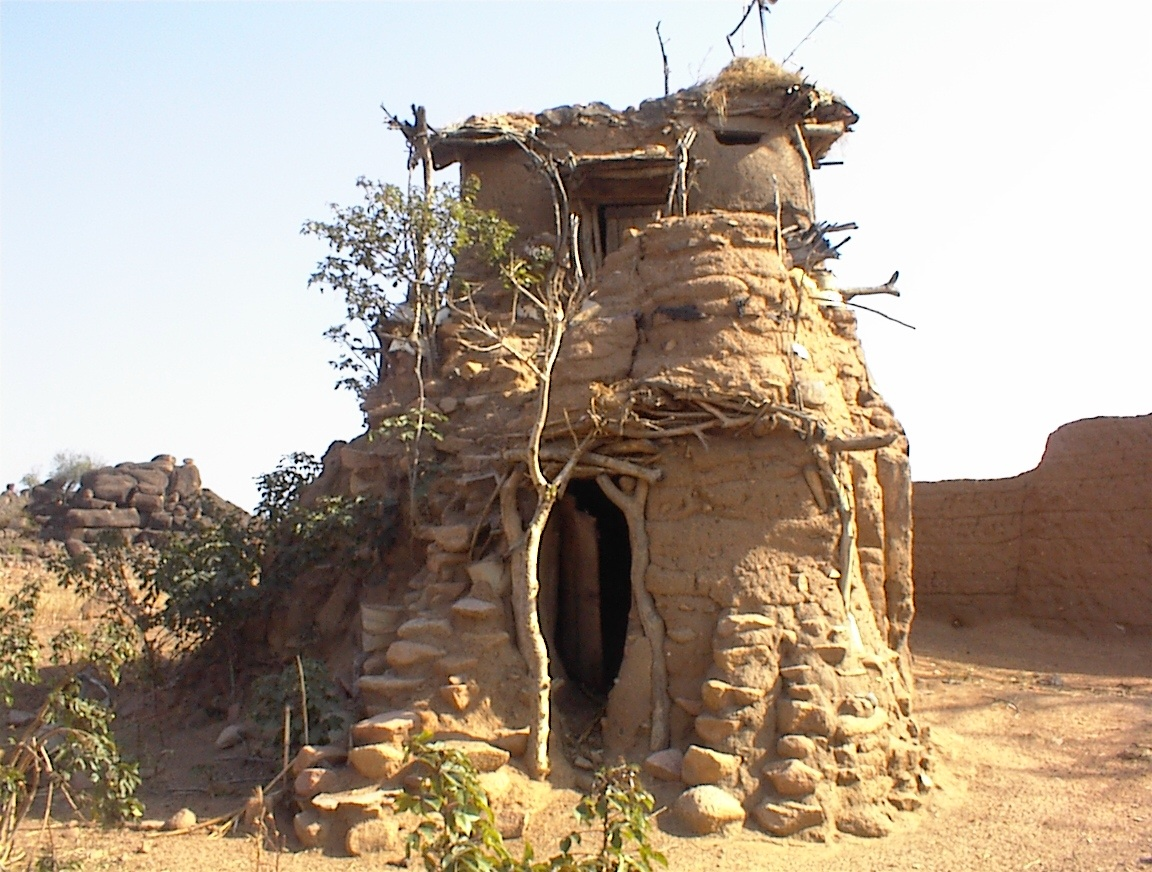
Dom w Tongo Hills w pobliżu Bolgatanga.
Podobno zbudowany przez niewidomego człowieka

Wzgórza Tongo i świątynia Tengzug ulokowane są we wsi Tengzug, 17 kilometrów na południowy wschód od Bolgatanga. Ze swoim unikalnym krajobrazem, zdominowanym przez wielkie formacje granitu, obszar Tengzug rozwinął się jako święte epicentrum ludzi Talensis (grupa etniczna w północnej Ghanie). Świątynia Tengzug położona jest na wzgórzach Tongo i jest uważana za dającą szczęście i pomyślność wszystkim, którzy odwiedzają to miejsce.

### Świątynia Naa Gbewaa
"Grobowiec" Naa Gbewaa, założyciela plemienia Mole-Dagbon, jest zlokalizowany w mieście Pusiga. Legenda mówi, że Naa Gbewaa nigdy nie umierał, ale po prostu znikał podczas rozgrywanej bitwy. Świątynia była zbudowana w XIV wieku dla uczczenia pamięci Naa Gbewaa i dzisiaj jest miejscem duchowej czci.

### Stawy krokodyle
40 km od Bolgatanga wzdłuż granicy Burkina Faso, leży Paga, miejsce świętych stawów krokodyla. To są przypuszczalnie "najbardziej przyjacielskie" krokodyle w Ghanie, i mówi się, że zamieszkują w nich dusze rodziny królewskiej. Krokodyle wędrują swobodnie przez stawy i jest nie do pomyślenia, żeby ktoś mógł im wyrządzić krzywdę.

### Główne festiwale w regionie
Festiwal Sandema to święto tańca wojennego obchodzone przez ludzi Builsas w grudniu, upamiętnia koniec handlu niewolnikami w północnej Ghanie i schwytanie notorycznych rabusiów niewolników Samori i Babatu.
Święto Samapiid jest świętem dziękczynienia obchodzonym w grudniu przez ludzi Kusasis.
Święto Golob jest obchodzone w marcu przez Talensis z Tongo by zaznaczyć początek okresu siewów.